# Чабдаров, Борис Касимович
Борис Касимович Чабдаров (карач.-балк. Чабдарланы Касымны жашы Борис; 9 мая 1936 года, с. Белая Речка, КБАССР — 2001 год, Нальчик) — общественно-политический и государственный деятель. Председатель Президиума Верховного Совета Кабардино-Балкарской АССР с 1979 по 1990 гг. Репрессирован, реабилитирован. По национальности балкарец.

## Биография
- 1973 — 1979 — Заместитель Председателя Совета Министров КБАССР[источник не указан 888 дней]
- 1979 — 1990 — Председатель Президиума Верховного Совета КБАССР
- 1980 — 1990 — депутат Верховного Совета РСФСР
- 1995 — 2000 — Председатель Избирательной комиссии КБР

## Семья
- Отец — Чабдаров Касим Исаевич (26.08.1906, Верхний Хулам — 18.9.1941, c. Ивановская) — награжден посмертно орденом Отечественной войны I степени[5].
- Сестры: Назиля (1925 — 1999) в замужестве Аттасауова, Раиса (1932 — 2002) в замужестве Гериева, Лиля (1937 г.), Ольга (1940 г.), Ушкалай (1941 г.)

## Награды
- орден Трудового Красного Знамени
- орден Дружбы народов
- орден «Знак Почёта»